# Andrzej Burda

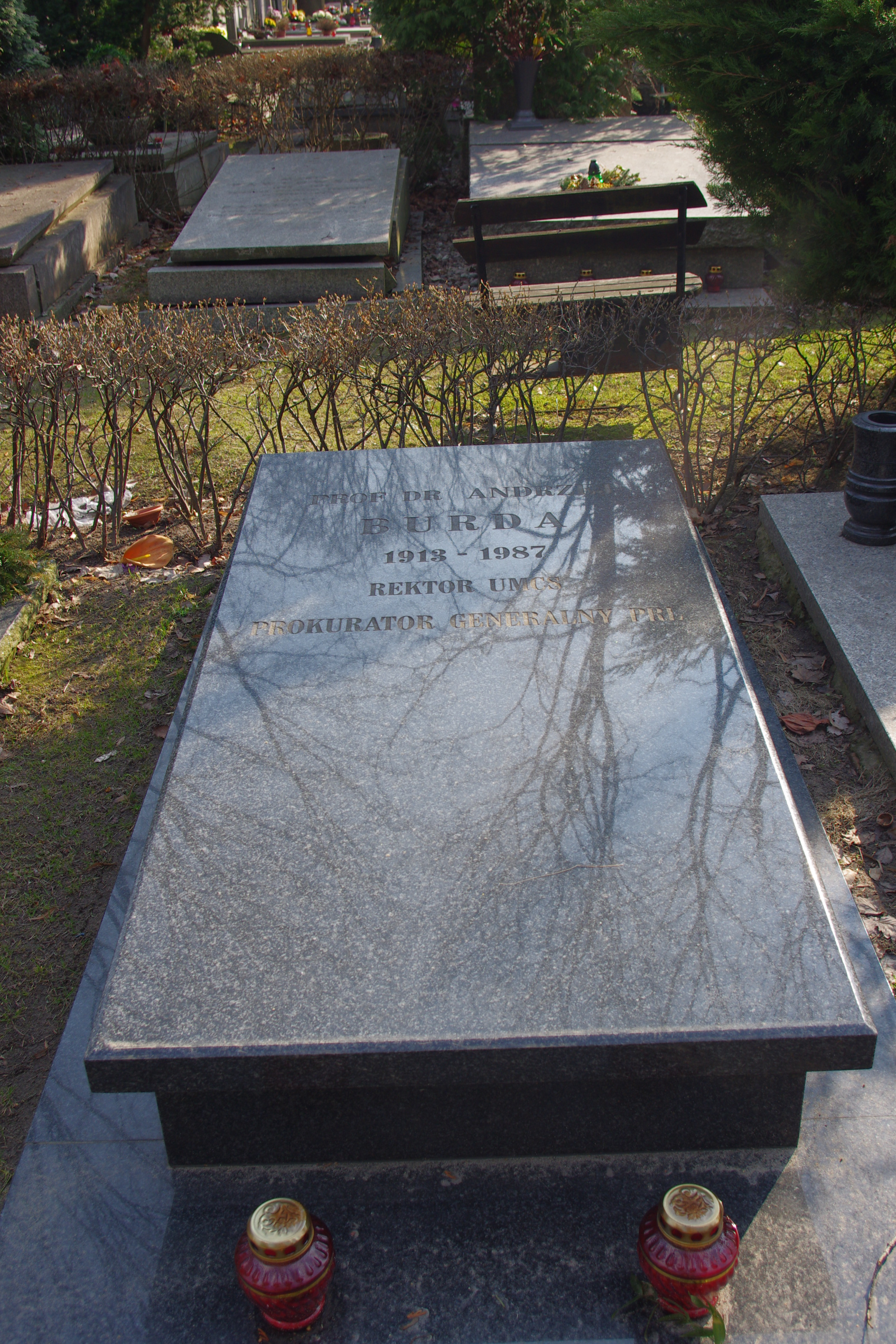
Grób prof. Andrzeja Burdy (1913–1987) na Wojskowych Powązkach w Warszawie

Andrzej Piotr Burda (ur. 19 listopada 1913 w Rzeszotarach, zm. 10 marca 1987 w Warszawie) – polski prawnik, profesor nauk prawnych, nauczyciel akademicki i w latach 1955–1957 rektor Uniwersytetu Marii Curie-Skłodowskiej. Poseł na Sejm PRL II i III kadencji (1957–1965), od 8 maja 1957 do 24 maja 1961 prokurator generalny.

## Życiorys
Był synem Piotra i Anny. W 1938 ukończył studia prawnicze na Wydziale Prawa Uniwersytetu Jagiellońskiego, studiował także filozofię. W 1941 w Sądzie Grodzkim w Krakowie odbył aplikację sądową. W 1948 uzyskał na UJ tytuł doktora praw.
W latach 1931–1934 należał do Związku Młodzieży Wiejskiej RP „Wici”, był w nim sekretarzem Zarządu Wojewódzkiego w Krakowie. W 1934 przystąpił do Komunistycznej Partii Polski, następnie w latach 1935–1937 był członkiem reaktywowanego, prosanacyjnego Stronnictwa Chłopskiego. Kilkakrotnie był w tym czasie aresztowany. Podczas okupacji niemieckiej początkowo był pracownikiem fizycznym, działał także w lewicowej konspiracyjnej grupie „Polska Ludowa”. Od listopada 1941 do sierpnia 1944 był referentem prawnym w Urzędzie Ziemskim w Krakowie. W 1942 wstąpił do Polskiej Partii Robotniczej. Od stycznia do sierpnia 1945 pracował jako kierownik referatu w Starostwie Powiatowym w Krakowie. Następnie do kwietnia 1946 był wicestarostą powiatu w Bochni. Następnie z polecenia Komitetu Centralnego PPR kierował delegaturą Komisji Specjalnej do Walki z Nadużyciami i Szkodnictwem Gospodarczym w Olsztynie (od 1946 do 1947) i Szczecinie (w latach 1947–1949). Zasiadał jednocześnie w egzekutywach tamtejszych Komitetów Wojewódzkich partii – do 1948 PPR, następnie Polskiej Zjednoczonej Partii Robotniczej. W sierpniu 1949 został skierowany do pracy jako kierownik Katedry Nauki o Państwie i Prawie Szkoły Partyjnej przy KC PZPR, był nim do 1954. Organizował też na Uniwersytecie Marii Curie-Skłodowskiej Katedrę (później Zakład) Prawa Państwowego, gdzie był kierownikiem w latach 1950–1981. Od 1954 do 1955 był na UMCS prorektorem ds. nauczania, a od 1 września 1955 do 7 maja 1957 rektorem tej uczelni. Od października 1954 do listopada 1957 zasiadał w KW PZPR w Lublinie, w tym w 1956 (od października do grudnia) w jego egzekutywie.
Od 8 maja 1957 do 24 maja 1961 był prokuratorem generalnym. Został pozbawiony tej funkcji za to, że wbrew stanowisku Władysława Gomułki i pomimo jego sprzeciwu spowodował zamianę kary śmierci na Bolesława Dedę na dożywotnie więzienie. Od marca 1959 do czerwca 1964 był zastępcą członka Komitetu Centralnego PZPR, a w latach 1957–1965 posłem na Sejm PRL z okręgów Lublin i Chełm. Jego wydana w 1967 w niskim nakładzie książka pt. Praworządność w systemie demokracji socjalistycznej odbierana była jako krytyka stanu praworządności w PRL. W 1968 przeciwstawił się wystąpieniom antysemickim. Był współzałożycielem i pierwszym dyrektorem (1970–1974) Instytutu Administracji i Prawa Publicznego UMCS. W 1977 otrzymał tytuł doktora honoris causa UJ. W 1978 wystąpił z PZPR, jednak w 1981 wstąpił ponownie do partii, pomimo przystąpienia do Niezależnego Samorządnego Związku Zawodowego „Solidarność”. W latach 1981–1983 był członkiem Komisji KC PZPR powołanej dla wyjaśnienia przyczyn i przebiegu konfliktów społecznych w dziejach Polski Ludowej. Po wprowadzeniu stanu wojennego został jednym z sędziów Trybunału Stanu (1982–1985). W kwietniu 1982 został powołany przez Prezesa Rady Ministrów w skład 26-osobowej Konsultacyjnej Rady Gospodarczej pod przewodnictwem prof. Czesława Bobrowskiego.
Pochowany w Alei Zasłużonych na Cmentarzu Wojskowym na Powązkach w Warszawie (kwatera 31B-tuje-14).

## Odznaczenia i nagrody
Był odznaczony m.in. Krzyżem Kawalerskim (1955) i Krzyżem Komandorskim z Gwiazdą Orderu Odrodzenia Polski, Orderem Sztandaru Pracy I klasy, Medalem Komisji Edukacji Narodowej, Medalem 10-lecia Polski Ludowej (1955) oraz tytułem Zasłużonego Nauczyciela PRL. Otrzymał cztery nagrody sekretarza naukowego Polskiej Akademii Nauk.

## Wybrane publikacje
- Polskie prawo państwowe, Warszawa 1962, 1965, 1969, 1976, 1977, 1978
- Demokracja i praworządność, Wrocław 1965
- Praworządność w systemie demokracji socjalistycznej Wrocław 1967
- Rozwój ustroju politycznego Polski Ludowej, Warszawa 1967, 1968, 1969
- U podstaw marksowskiej koncepcji demokracji, Lublin 1968
- Lata walki i nadziei, Kraków 1970
- Lenin o sposobach doskonalenia aparatu państwa socjalistycznego, Warszawa 1971
- (red.) Sejm Polskiej Rzeczypospolitej Ludowej, Wrocław 1975
- (red.) Krajowa Rada Narodowa, Wrocław 1976
- Zarys polskiego prawa państwowego, Lublin 1976, 1977
- U podstaw świadomości państwowej, Lublin 1982
- Przymrozki i odwilże. Wspomnienia z lat 1945–1957, Lublin 1987